# Monsieur Mallah
Monsieur Mallah è un personaggio immaginario, un gorilla antropomorfico super intelligente nell'Universo DC. È un eroe, nemico di Gorilla Grodd.

## Storia di pubblicazione
Monsieur Mallah comparve per la prima volta in Doom Patrol n. 86 e fu creato da Arnold Drake e Bruno Premiani.

## Biografia del personaggio

### Origini
Come scienziato, l'uomo che sarebbe un giorno divenuto Brain eseguì un esperimento sugli animali per accrescere la loro intelligenza. Uno di questi fu un gorilla catturato a cui fu accresciuta l'intelligenza fino a un Q.I. di 178, pari a quello di un genio. Rinominò il gorilla Monsieur Mallah e lo istruì per circa un decennio, prima di fare il suo assistente personale.
Brain, che spiega le origini di Mallah in Doom Patrol n. 86
Il collega scienziato, Niles Caulder divenne geloso del suo lavoro e fece in modo che il suo collega rimanesse coinvolto in un'esplosione, cosa che distrusse il corpo dello scienziato. Sopravvisse solo il suo cervello, e Caulder fece in modo di metterlo nel corpo di un robot.
Mallah salvò lo scienziato, prese il suo cervello e lo trasferì in una rete computerizzata che lo teneva in vita. Ora noto semplicemente come Brain, lo scienziato e Mallah misero insieme l'organizzazione nota come la Confraternita del Male nella speranza di conquistare il mondo e vendicarsi di Caulder.
Caulder, ora noto come il Capo, attraverso una serie di incidenti da lui stesso pianificati, formò il gruppo di supereroi noto come la Doom Patrol. Cercando di distruggere i "cagnolini" del Capo, Brain, Mallah e la Confraternita divennero nemici della Patrol. Le loro attività criminali li misero anche contro i Teen Titans.

### Romanticismo
Durante il periodo di Grant Morrison nella serie Doom Patrol, Mallah mise Brain in uno dei corpi di Robotman. In questo nuovo corpo, Brain confessò a Mallah di essere innamorato di lui. Mallah rivelò che contraccambiava questo sentimento, e i due si baciarono. Tuttavia, il corpo di Robotman sviluppò una specie di auto-coscienza e giurò che non sarebbe più stato schiavo di un cervello; quando Mallah mise il suo amante nel corpo, attivò il meccanismo di auto-distruzione, ed esplose nel momento in cui si baciarono.
I due ricomparirono più avanti (Brain ora galleggiava in un barattolo). Non si sa come.
Dopo qualche tempo, la Confraternita invase alcune strutture di ricerca genetica; il loro piano era quello di scoprire il segreto dietro la clonazione al fine di creare un nuovo corpo per Brain, così che lui e Mallah potessero finalmente vivere "per sempre felici e contenti". Brain fu infine in grado di clonare un nuovo corpo per sé, ma dopo un po' cominciò a deteriorarsi, così Mallah separò la testa dal corpo e rimise Brain nel suo barattolo.
Nella storia di Salvation Run, Brain e Monsieur Mallah comparirono tra i criminali che furono inviati sul pianeta Cygnus 4019. Brain e Mallah arrivarono al campo del Joker, e Mallah chiese a Gorilla Grodd di parlare con lui in privato. Mallah propose a Grodd che come fratelli gorilla, re naturali della giungla, si sarebbero dovuto alleare e, attraverso la loro mista potenza, governare l'intero posto da soli. Grodd gli rise in faccia, e lo considerò un "assurdo esperimento scientifico", paragonabile a "un figlio d'orgoglio di Gorilla City". Mallah colpì Grodd e lo definì una bestia, facendolo tanto infuriare da cercare di ucciderlo. Anche se Mallah era armato e sparò a Grodd diverse volte, Grodd ebbe comunque l'ultima parola, e stava per uccidere Mallah quando intervenne Brain pregandolo di risparmiargli la vita. Ripensandoci, Grodd prese Brain e lo usò per colpire Mallah a morte, rompendo la bolla protettiva di Brain uccidendo anche lui. Prima di esalare l'ultimo respiro, Monsieur Mallah disse che moriva felice nella consapevolezza che lui e Brain sarebbero stati finalmente in grado di stare insieme per sempre.

### The New 52
Nel settembre 2011, The New 52 fece il reboot della continuità DC. In questa nuova linea temporale, Brain e Monsieur Mallah comparirono come assistenti di Gorilla Grodd nella conquista dei resti di Central City al tempo quando Black aveva quasi completamente conquistato il mondo. Finirono con il catturare Animal Man e gli eroi che erano con lui. Il gruppo di Animal Man fu salvato da Frankenstein e la sua Patchwork Army, che sconfissero la maggior parte dei gorilla, mentre ad alcuni di loro fu permesso di scappare così che potessero raccontare agli altri la storia della loro sconfitta.

## Poteri e abilità
Monsieur Mallah possiede forza, velocità, agilità e riflessi super umani, e un'intelligenza pari a quella di un genio. Porta solitamente con sé una mitragliatrice, o comunque un'arma a mano.

## Altre versioni

### Smallville
Monsieur Mallah (con Brain sulla schiena) comparve nell'undicesima stagione di Smallville, e derubarono il Museo del Louvre. Furono sconfitti entrambi da Superman ed Impulso. In questa versione, si rivelò che Brain e Mallah erano amanti.

## In altri media

### Televisione
- Monsieur Mallah (insieme a Brain e la Confraternita del Male) comparve nella serie animata Teen Titans, doppiato in originale da Glenn Shadix e in italiano da Mario Bombardieri. Come suggerisce il suo nome, Mallah possedette un falso accento francese, con aggiunte di quello che poteva essere l'accento russo di Madame Rouge, la stanca e logora voce del Generale Immortus, e la voce metallica e senza emozione di Brain. Mento affermò che la forza di Mallah "è comparabile solo alla sua intelligenza", e anche se sufficientemente furbo da capire che è inutile continuare una battaglia invincibile, e capì come usare la tecnologia (incluse armi, carri armati, e computers), sembrò sempre preferire i confronti diretti alle prodezze tattiche, in quanto faceva conto sulla sua forza fisica per completare la maggior parte dei suoi obiettivi (anche chiunque potrebbe sostenere che la maggior parte dei suoi obiettivi erano tanto semplici da necessitare solo forza fisica e confronti), e fu in qualche modo irritabile e troppo sicuro di sé, tratti che alla fine significarono la sua sconfitta. Ogni volta che si ritrovava un po' di tempo libero, Mallah passava il suo tempo giocando a scacchi con Brain, nel frattempo commentando le azioni e le decisioni di Brain durante ogni partita. A causa della natura dello show, non si fece riferimento alla sessualità di Mallah, e la sua relazione con Brain apparve come un rispetto puramente platonico di uno verso l'intelligenza dell'altro. Durante l'episodio Nascondino, Mallah fu inviato (sicuramente da Brain) a catturare Timmy, Melvin e Teather, tre infanti super potenti che sembrarono aver catturato l'attenzione di Brain, e passò la maggior parte dell'episodio dando loro la caccia e combattendo contro Raven, che fu assegnata da Robin come babysitter dei bambini, alla fine venendo sconfitto dall'orsacchiotto somigliante a un "guardiano" del neonato, Bobby, sorprendendo sia Mallah che Raven. Quest'ultima pensava che le azioni inizialmente causate da (l'allora invisibile) Bobby fossero il risultato di tendenze psicotiche da parte di Melvin. Mallah partecipò brevemente durante la battaglia finale in Titans insieme; impressionato dall'entusiasmo di Beast Boy, Pantha, Herald, Más, e Jericho mentre combattevano l'orda di supercriminali della Confraternita, Mallah chiese a Brain di permettergli di schiacciare il piccolo gruppo di Titans, ma gli fu negato in quanto Brain (correttamente) previde che gli altri criminali sarebbero stati sufficienti per sconfiggere gli eroi. Dopo che i restanti Titans giunsero in tempo per aiutare a sconfiggere la Confraternita del Male, Mallah invece richiese che se la dessero a gambe (Brain compreso), e Brain gli fece il verso dietro per la sua "codardia", così come gli ordinò di "mettere fine a queste sciocchezze". Mallah saltò nell'arena, schiaffeggiò Gnarrk e Cyborg mentre si dirigevano contro di lui, e ancora una volta se la vide con Bobby, combattimento che prese per lui quasi tutta la durata della battaglia. Dopo aver capito che stavano perdendo, Mallah prese Brain e cercò di abbandonare la base, ma furono fermati quasi subito da Robin, Starfire, Cyborg, Raven, Speedy, Bumblebee, Aqualad e Tramm. Disperata ed annoiato, Brain staccò il suo barattolo dalla sua forma robotica, che Mallah subito raccolse e scappò saltando su numerose impalcature, il tutto schivando i numerosi colpi dei Titans, con Robin e Beast Boy che li inseguivano. Mentre la bomba custodita nella forma barattolo di Brain veniva innescata, e infine lanciata nello spazio da Herald, Starfire, e Cyborg, e il barattolo con dentro il cervello di Brain fu ritrovato da Robin dopo essere stato messo k.o. da Mallah, il gorilla attaccò Beast Boy in un impeto di rabbia, ma fu gettato giù dall'impalcatura in mezzo a una fila di criminali congelati, e fu infine congelato anche lui da Más y Menos.
- Monsieur Mallah comparve nell'episodio Gorilla nella nebbia della serie animata Batman: The Brave and the Bold. Monsieur Mallah, Gorilla Grodd e Gorilla Boss, formarono un'alleanza segreta chiamata G.A.S.P. (in inglese Gorillas and Apez Seizing Power, tradotto come Gorilla e Scimmie che Ottengono il Potere) e rimpiazzarono la popolazione di Gotham City con dei gorilla. Fu sconfitto da B'wana Beast, Vixen e Batman. In L'ultima pattuglia, Monsieur Mallah aiutò Brain nel tentativo di uccidere Niles Caulder, ma fu fermato da Batman. Mallah e gli altri nemici della Doom Patrol comparirono sulla barca del Generale Zahl, ma furono sconfitti da Batman.
- Monsieur Mallah comparve nell'episodio Maschio alfa della serie animata Young Justice con effetti vocali originali forniti da Dee Bradley Baker. Lui e Brain furono dietro al piano per comandare mentalmente dietro l'uso di collari la fauna d'India, cosa che migliorarono ingrandendoli in mostri utilizzando il veleno di Kobra. Monsieur Mallah utilizzò una trappola speciale per catturare Capitan Marvel così che Brain potesse trasferire il proprio cervello nel suo corpo. Mentre Brain era impegnato in questo piano, Monsieur Mallah aiutò gli animali controllati mentalmente ad attaccare la squadra. Anche se Monsieur Mallah fu sconfitto dagli eroi, lui e Brain riuscirono comunque a sfuggire. Nell'episodio Doppia dimensione, Monsieur Mallah e Brain furono presenti durante l'incontro gli altri membri de La Luce (Consiglio di Amministrazione del Progetto Cadmus) anche quando l'Enigmista e Sportsmaster gli portarono un organismo, che rubarono dai Laboratori S.T.A.R., perché lo "portassero alla Luce". Lo si vide insieme a Brain in Insicurezza, dove lavorò al fianco di Klarion e del Professor Ivo nel trasformare in arma la tecnologia di Starro. In Vecchia conoscenza, Monsieur Mallah aiutò Ra's al Ghul, Lex Luthor, Queen Bee, ed Ocean Master ad invadere i Laboratori di Cadmus dei suoi oggetti più prezioni, dove Monsieur Mallah prese la capsula di Match. In Ologramma, Monsieur Mallah accompagnò Brain alle caverne di Santa Prisca dove La Luce stava avendo un incontro con i Reach. Durante il combattimento a tre tra la Squadra, i Reach e La Luce, Monsieur Mallah fu sconfitto da Beast Boy che lo mise fuori combattimento tramutandosi in un rinoceronte.
- Monsieur Mallah comparve nell'episodio "Doom Patrol" in DC Nation Short.
- Monsieur Mallah comparve in numerosi episodi della serie animata Teen Titans Go!.

### Videogiochi
- Monsieur Mallah comparve in DC Universe Online, doppiato in originale da Leif Anders.
- È anche comparso in LEGO DC Super-Villains come personaggio giocabile, ottenibile trovando il suo gettone personaggio nella mappa di gioco.